# Heliconius cognata
Heliconius cognata är en fjärilsart som beskrevs av Riffarth 1907. Heliconius cognata ingår i släktet Heliconius och familjen praktfjärilar. Inga underarter finns listade i Catalogue of Life.